# نادي الأولمبيك البيضاوي
نادي الأولمبيك البيضاوي المعروف بـ: (C.O.C) وهي اختصار لاسمه بالفرنسية (بالفرنسية: Club Olympic Casablanca) فريق مغربي لكرة القدم من مدينة الدار البيضاء. كان يعتمد اللونين الأزرق والأبيض لونين رسميين له، سُمّي أولا بفريق جمعية الحليب قبل أن يتم تغيير اسمه للأولمبيك البيضاوي. لا زالت هناك فروع أخرى لا زالت تنشط للفريق خصوصا في رياضة التنس و الأولمبيك البيضاوي للركبي.

## ظهور الفريق
يعتبر الأولمبيك البيضاوي أحد أعرق وأقدم الأندية المغربية. خلال بداية العشرينات من القرن الماضي وبالضبط سنة 1904 قرر مجموعة من الفرنسيين القاطنين بمدينة الدار البيضاء والمشتغلين بشركة الحليب إنشاء نادي ترفيهي متعدد الرياضات اسمه جمعية الحليب. بعد الاستقلال بقي النادي تحت وصاية شركة الحليب وانخرط في أقسام كرة القدم المحلية. لعب الفريق مقابلة سد للصعود للقسم التاني أمام فريق شركة كروش للمشروبات الغازية وانهزم خلالها سنة 1979 لكن الحظ جانب الجمعية بعد انسحاب شركة كروش للمشروبات الغازية وتم شراء أسهمها وبدأ الفريق بانتداب أكبر اللاعبين. تم تسميته بعدها الأولمبيك البيضاوي وإدماجه في شركة أونا أكبر شركة هولدينغ.

## فترة الفريق الذهبية
توج الفريق بالعديد من الألقاب سواء البطولة المغربية سواء كأس العرش و 3 ألقاب عربية متتالية.
شهد النادي نهاية حزينة بعد اندماجه مع الرجاء البيضاوي بحكم امتلاكه من طرفة شركة أونا التجارية وكان رئيسه انداك عبد اللطيف العسكي . و هذا ما سبّب في نهاية فريق كان ليكون له شأن كروي كبير لو لا قرار التجميد من طرف الجامعة الملكية المغربية لكرة القدم وقتها علما أن الفريق حقق نتائج وألقاب مبهرة في فترة زمنية قصيرة، وبدأ في تشكيل قاعدة جماهيرية كانت ستقتسم الساحة الكروية بالدار البيضاء، وكان لبعض للاعبين هذا النادي الفضل في الفترة الذهبية التي عاشها نادي الرجاء البيضاوي ما بين 1996 و 2001. فيما قرر البعض الآخر الاحتراف بعد أن أصبحوا أحرارا.و خلافا لما هو رائج نادي الرجاء الرياضي لم يندمج مع نادي الأولمبيك الرياضي بعد حل الفريق في 1995

## سجل بطولات الفريق
- الدوري المغربي الممتاز :
  - البطولة : 1994[2]
- كأس العرش :
  - بطل الكأس : 1983، 1990، 1992
- البطولة العربية للأندية الفائزة بالكؤوس :
  - بطل الكأس : 1991، 1992، 1993